# Forțele Terestre Române
Le Forze di terra romene (Forțele Terestre Române in romeno) sono la componente terrestre nonché la principale branca delle forze armate romene.
Fondato il 24 novembre 1859, ha partecipato alla prima guerra mondiale combattendo gli Imperi centrali assieme all'Esercito Imperiale russo vincendo, dopo alcuni insuccessi, le decisive battaglie di Battaglia di Mărășești. Durante gran parte del secondo conflitto mondiale, supportò le forze dell'Asse combattendo contro l'Unione Sovietica nel fronte orientale fino a quando, nell'agosto 1944, l'occupazione della Romania da parte dell'Armata Rossa comportò un cambio di fronte che lo portò a combattere l'ex alleato tedesco. Nel dopoguerra l'avvento del comunismo comportò una sovietizzazione dell'esercito romeno, parte del nuovo Armata Populară Română.
In seguito alla rivoluzione del 1989 l'esercito romeno perse numerosi reparti a causa della scarsità di risorse economiche che significarono anche deficit in materia di addestramento ed equipaggiamento. La situazione è cambiata dagli inizi degli anni novanta con l'aumento dei fondi riservati alle forze armate e l'abolizione della coscrizione obbligatoria.